# 1972年夏季残疾人奥林匹克运动会西班牙代表团
1972年夏季残疾人奥林匹克运动会西班牙代表团是西班牙派出的1972年夏季残疾人奥林匹克运动会代表团。获得4枚银牌。